# Daska
Daska es una localidad de Pakistán, en la provincia de Punyab.

## Accesos
La ciudad es accesible por carretera desde las principales ciudades. La estación de tren más cercana, Sambrial, está a unos 17 km de distancia.

## Demografía
Según estimaciones, en 2010 contaba con 146.579 habitantes.